# Club Esportiu Vilanova i la Geltrú
El Club Esportiu Vilanova i la Geltrú és un club poliesportiu de Vilanova i la Geltrú, fundat l'any 1999.
La secció de corfbol va crear-se l'any 2006 a partir de la base del CK Roquetes, club amb el qual es va vincular. A les competicions catalanes ha estat diverses vegades finalista de la lliga i l'any 2010 va guanyar la Copa. En competicions internacionals ha participat diverses vegades a l'Europa Shield, organitzà l'edició de l'any 2007 i obtingué com a millor resultat el subcampionat de l'any 2009. Ha guanyat tres Copes Catalunya (2010, 2011 i 2012) i una Lliga (2012). Va desaparèixer en 2017.

## Palmarès
- 1 Lliga Catalana de corfbol: 2011-12
- 4 Copa Catalunya de corfbol: 2009-10, 2010-11, 2011-12, 2012-13
- 1 Supercopa Catalana de corfbol: 2013-14